# Chetco
Le fleuve Chetco est un cours d’eau qui s’écoule sur 90 km au nord-ouest des États-Unis. Son bassin couvre une superficie d’environ 912 km2 dans le comté de Curry au sud-ouest de l’Oregon.
Prenant sa source à environ 976 m d’altitude, il serpente dans une région vallonnée et isolée avant de terminer sa course dans l’océan Pacifique entre les localités de Brookings et d’Harbor à environ 10 km au nord de la Californie. La source du fleuve se situe dans la réserve intégrale Kalmiopsis, près du pic Chetco (à la jonction de la chaîne côtière de l'Oregon) et des monts Klamath. Tout son cours est situé dans la forêt nationale de Rogue River-Siskiyou, à l'exception des huit derniers kilomètres. Les 72 km supérieurs du fleuve sont classés National Wild and Scenic River depuis 1988. Le fleuve, dont les eaux sont de très bonne qualité, accueille de grandes populations de saumon et de truite. Certaines espèces de poissons sont endémiques à la région des monts Siskiyou. Le sud du bassin accueille la population la plus septentrionale de Séquoias à feuilles d'if, des arbres géants. Couvert à 97 % de forêts, le bassin accueille plus de 200 espèces animales.
La tribu  amérindienne Chetco, entre d'autres, s’installa dans le bassin du fleuve il y a entre mille et trois mille ans. Plusieurs explorateurs dont Francis Drake, George Vancouver et Jedediah Smith, parcoururent la région entre le XVIe et le XIXe siècle. Les premiers colons d’origine européenne s’installèrent dans la région lorsque de l’or et d’autres métaux précieux y furent découverts durant les années 1840 et 1850. Le bassin du fleuve reste peu urbanisé, étant donné qu’une grande partie de la zone est protégée au sein d’une forêt nationale.

## Géographie

### Cours
Le fleuve Chetco, long de 90 km, prend sa source à une altitude de 976 m à environ 6 km du pic Chetco,. Le tracé du cours d’eau s’oriente au début vers le nord où il reçoit les eaux de petits affluents comme le Little Chetco et le Babyfoot Creek. La rivière s’oriente ensuite vers l’ouest à proximité du pic Pearsoll (1 554 m), le point culminant de son bassin hydrographique. Il reçoit alors les eaux du Box Canyon Creek, du Tincup Creek et du Boulder Creek. Il se dirige ensuite vers le sud où il est rejoint par le South Fork Chetco. Quelques kilomètres plus au sud, il traverse une zone boisée couverte de séquoias. Il passe entre la butte Bosley au nord et le mont Emily au sud. Le mont Emily est un des quatre seuls lieux des États-Unis contigus à avoir été bombardé par un avion ennemi. Cette attaque s'est déroulée durant les attaque aérienne de Lookout en 1942, lorsqu’un avion japonais largua deux bombes incendiaires en vue d’amorcer un incendie de forêt.
Par la suite, le fleuve se dirige vers le sud-ouest où il traverse le parc d'État Alfred A. Loeb (en). Il reçoit alors les eaux du North Fork Chetco,. Le fleuve forme ensuite un estuaire à environ 2,7 km de son embouchure dans l’océan Pacifique. Il sépare les localités côtières de Brookings au nord et d’Harbor au sud.

### Géologie

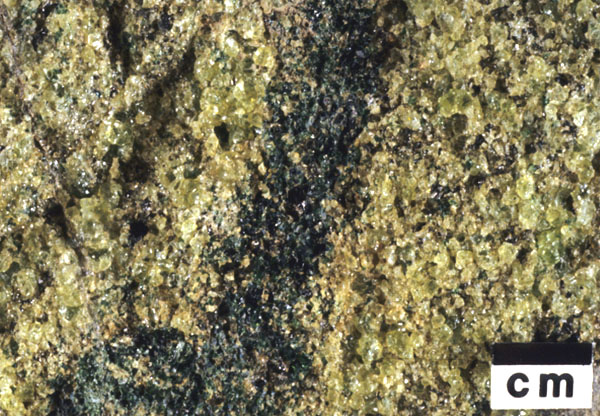
Échantillon de péridotite, avec une couche noirâtre de pyroxènite.

Le fleuve Chetco s'écoule à travers l'ancienne terrane du mont Klamath dont les roches, les plus vieilles de l'Oregon, ont entre 400 et 100 millions d'années. Ces roches tirent leur origine de la rupture en plusieurs morceaux d'une plaque tectonique océanique située au large de la Californie du sud. Une portion de cette plaque, dénommée « plaque de Klamath », se détache ainsi il y a plusieurs centaines de millions d'années pour ensuite se diriger vers le nord. Lors de son avancée, celle-ci forme de petites îles à base d'accrétions constituées de sédiments marins et de coraux,. Il y a entre 212 et 170 millions d'années, un arc volcanique se forme au niveau de la plaque, et les petites îles n'en forment plus qu'une. Cette région connaît entre 170 et 165 millions d'années une importante période d'activité sismique dénommée « orogenèse Siskiyou ». Les roches sédimentaires de la surface sont alors poussées dans les profondeurs de la croûte terrestre à la suite des mouvements de la plaque. Elles s’y transforment en granite sous l'effet de la pression et de la chaleur avant d'être à nouveau poussées vers la surface. Par la suite, un nouveau dépôt sédimentaire marin se dépose sur les roches. Ces couches sédimentaires sont visibles au sommet du pic Chetco,. Dans cette zone se trouve de la péridotite, une roche rare formée dans le manteau terrestre,,.
Les montagnes actuelles du bassin du fleuve se forment il y a environ 130 millions d'années lorsque la plaque tectonique de Klamath entre en collision avec la plaque nord-américaine. Le soulèvement de la plaque de Klamath lors de la collision est à l'origine de l'apparition des montagnes,. Par la suite, de nombreux glaciers creusent des vallées et des cirques glaciaires durant l'âge de glace. L'érosion dans la région est assez importante car les précipitations y sont abondantes. Cela peut occasionner des coulées de boue et des glissements de terrain.
Les tremblements de terre ne sont pas rares dans cette région. Le tremblement de terre de Cascadia (1700) atteint une magnitude de 9 sur l'échelle de Richter et provoque un tsunami touchant d'abord les côtes de l'Oregon, de Washington, de la Colombie-Britannique, de la Californie, pour atteindre le Japon le lendemain. Un tremblement de terre de magnitude 7,3 a lieu en 1873 dans la zone de Brookings. Ses effets sont ressentis de Seattle jusqu'à San Francisco.

### Hydrologie
Le Service géologique des États-Unis mesure le débit du fleuve depuis 1969 à environ 10 km au nord-est de Brookings. Le débit moyen y est de 63,5 m3/s. Ce débit représente 77 % du débit total du bassin hydrographique du fleuve. Le débit maximal mesuré à cet endroit est de 2 420 m3/s. Ce record remonte au 22 décembre 1964, alors que toute la région du Nord-Ouest Pacifique est victime d'inondations. Le débit minimum (1 m3/s) remonte au 14 octobre 1987.

### Hydrographie

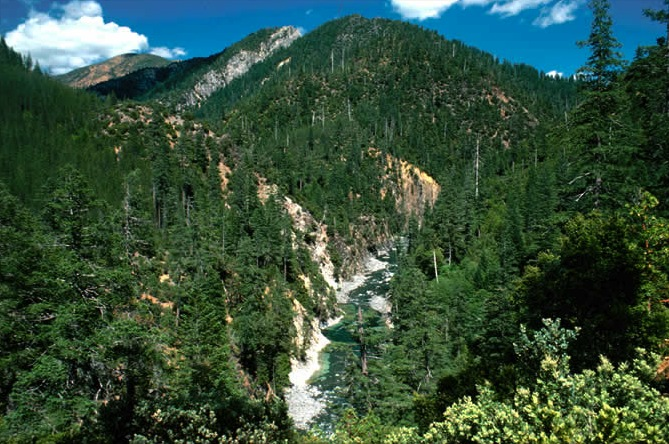
Le Chetco traversant la réserve Kalmiopsis.

Le bassin hydrographique du fleuve s'étend au sud-ouest de l'Oregon sur une superficie de 912 km2. 78 % de sa superficie appartient au Service des forêts des États-Unis, 5 % au Bureau of Land Management et 1 % est détenu par l'Oregon, le comté de Curry et les localités de Brookings et d'Harbor. Les 16 % restants appartiennent à des propriétaires privés.
Les autres bassins voisins sont ceux des cours d’eau Winchuck et Smith au sud, Pistol au nord, et finalement de l’Illinois (un affluent du fleuve Rogue) au nord et à l’est.
97 % du bassin est utilisé par l'industrie forestière, 2 % par l'agriculture et les zones rurales tandis que le dernier pour cent est en zone urbaine. Le haut de la vallée du fleuve est également exploité pour ses minerais alors que le bas de la vallée est exploité pour son gravier.
La région est en grande partie montagneuse et caractérisée par des vallées profondes où s'écoulent des cours d’eau. L'altitude du bassin varie de 0 à 1 554 m au sommet du pic Pearsoll. Les précipitations moyennes annuelles varient entre 1 143 m et 3 556 mm. Les mois les plus pluvieux s'étendent d'octobre à juin. 70 % des précipitations se font sous forme pluvieuse et 30 % sous forme neigeuse. Les zones humides couvrent quant à elles une superficie de seulement 38 ha. Les températures moyennes varient entre 0 et 28 °C bien que la zone de Brookings soit plus chaude grâce à un effet de foehn local,. Les montagnes forment une véritable barrière naturelle et bloquent ainsi l'air doux et l'humidité en provenance de l'océan Pacifique ce qui explique que les régions situées à l'est soient plus froides et moins humides,.
La proximité de l'océan explique que des tempêtes accompagnées de vents de plus de 160 km/h peuvent s'abattre sur les zones côtières du bassin. Ainsi, une tempête frappe l'Oregon en 1962 avec des vents de 306 km/h relevés dans la proche localité de Port Orford. Durant la période sèche et vu l'importante forêt, des incendies peuvent ravager cette région. En 2002, un incendie a ravagé plus de 200 000 ha de la région de la réserve intégrale Kalmiopsis,.
Selon le recensement américain de 2000, Brookings accueille 5 447 habitants tandis qu'Harbor en accueille 2 622. Au total, ce sont environ 14 000 personnes dont les besoins en eau sont dépendants du fleuve,,,.

## Histoire

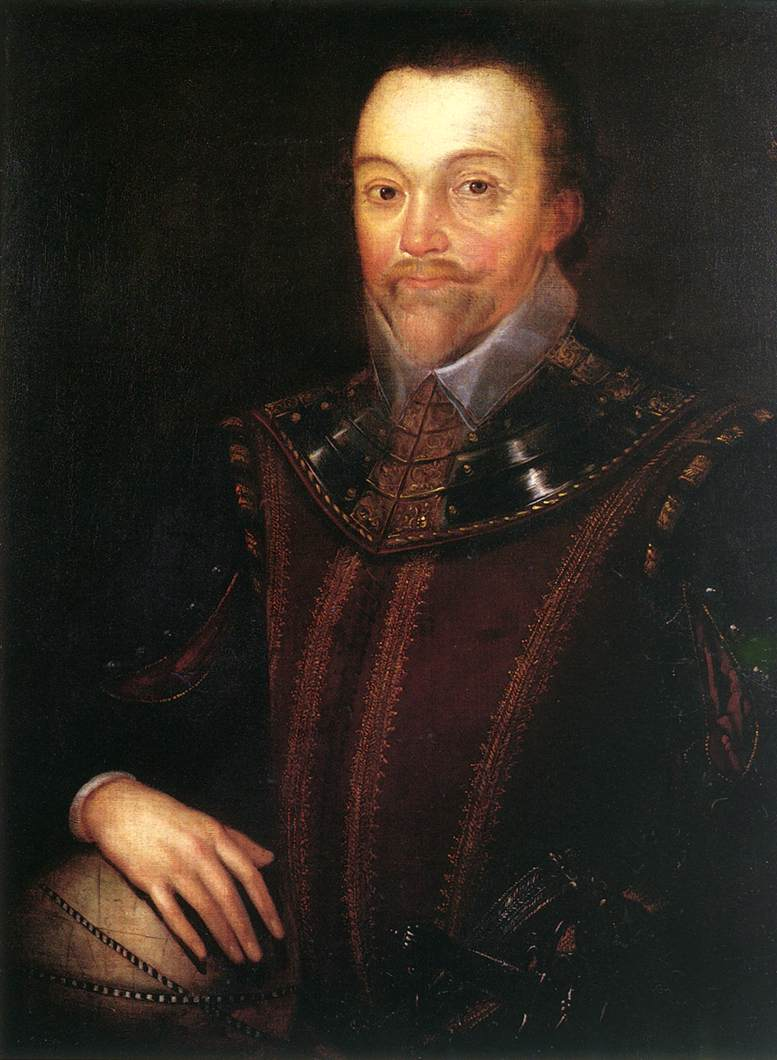
Francis Drake visite la région en 1579.

L’arrivée de l’homme dans le bassin du fleuve remonte entre mille et trois mille ans. Cette population tient son origine des premiers hommes qui ont traversé le détroit de Béring en provenance de Sibérie il y a environ dix mille ans. Ils appartiennent à différentes tribus dont la tribu Chetco.
Au moins neuf villages amérindiens sont construits le long du fleuve dont deux de chaque côté de son embouchure. Le premier européen à le découvrir, Francis Drake, visite la région le 5 juin 1579 lorsqu’il fait le tour du monde. George Vancouver explore également la région en 1792. En juin 1828, Jedediah Smith, un trappeur explorateur, campe sur la rive sud de la rivière à proximité d’un village amérindien,. Entre 1853 et 1855, de nombreux amérindiens sont tués et leurs villages sont détruits lors de combats qui ont lieu près du proche fleuve Rogue,,. Le 9 juillet 1856, les derniers membres de la tribu Chetco s’installent plus au nord dans la réserve amérindienne de Siletz.
L’Oregon et le bassin du Chetco sont occupés conjointement par le Royaume-Uni et les États-Unis après la signature du traité de 1818. Le traité de l'Oregon (1846) offre finalement la région aux États-Unis en 1846. Cette région devient alors le Territoire de l'Oregon avant de devenir un État américain le 14 février 1859.
De l’or et des métaux précieux sont découverts durant les années 1840 et 1850. Des colons s’installent alors dans la zone. On y exploite également du nickel, du cobalt et du chrome. La zone, assez montagneuse, accueille peu de routes et reste ainsi assez isolée. La ville d’Harbor est fondée en 1891 et un service de ferry est ouvert en 1904 pour traverser le fleuve. Il fermera en 1915 une fois la construction du Chetco Bridge terminée. En 1912, la compagnie Brookings Lumber & Box construit une scierie en 1914 en fondant la ville de Brookings par la même occasion,. Brookings sera seulement incorporée en 1951. En 1917, un quai est construit au niveau de l’embouchure du fleuve.
La forêt nationale de Siskiyou, créée le 5 octobre 1906, protège la partie haute du bassin. En 2004, elle est rattachée à la proche forêt nationale de Rogue River pour former la forêt nationale de Rogue River-Siskiyou qui couvre une superficie de 730 000 ha. En 1964, le Congrès des États-Unis établit à l’est du bassin la réserve biologique intégrale Kalmiopsis. Cette réserve couvre une superficie de plus de 73 000 ha.
Le 28 octobre 1988, une portion du fleuve de 71,6 km obtient le statut de National Wild and Scenic River entre sa source et sa sortie de la forêt nationale. En 2002, plus de 200 000 ha de la forêt partent en fumée durant d’importants incendies causés par des éclairs. Démarrés entre le 12 et le 15 juillet, les incendies ne seront pas éteints totalement avant le 31 décembre.
L’investisseur David Rutan achète 18 ha de terrains en 2002, près du cours d’eau Little Chetco. Il y ouvre une mine d’or en 2007. En 2008, il achète également des terres au sein de la réserve biologique intégrale. Il introduit alors une nouvelle demande d’exploitation minière en se référant au General Mining Act de 1872 alors que cette portion a le statut de National Wild and Scenic River,,. Le gouverneur de l’Oregon Ted Kulongoski, les sénateurs Ron Wyden et Jeff Merkley, ainsi que le député Peter DeFazio demandent au département américain de l’Agriculture de protéger cette zone de la loi de 1872. En 2010, le fleuve Chetco est classé en septième position sur la liste des cours d’eau menacés des États-Unis par l’association American Rivers à la suite du risque minier.

## Milieu naturel

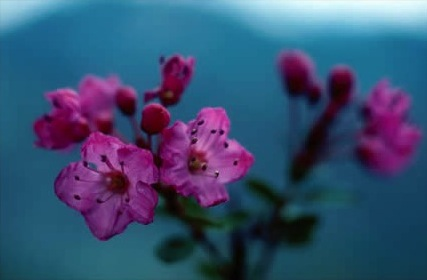
Kalmiopsis leachiana, une plante rare qui ne pousse que dans les montagnes Siskiyou.

Le bassin du fleuve est principalement couvert de forêts de conifères dont le sapin de Douglas (Pseudotsuga menziesii), la pruche de l'Ouest (Tsuga heterophylla), le sapin du Colorado (Abies concolor), le Cyprès de Lawson (Chamaecyparis lawsoniana), le calocèdre (Calocedrus decurrens) et l’épicéa de Sitka (Picea sitchensis). Le pin de Jeffrey (Pinus jeffreyi), le pin à cône en tubercule (Pinus attenuata) et le châtaignier de Californie (Chrysolepis chrysophylla) sont également présents. Parmi les feuillus, le chêne à tan (Lithocarpus densiflorus), l’érable à grandes feuilles (Acer macrophyllum), l’aulne rouge (Alnus rubra) et l'arbousier d'Amérique (Arbutus menziesii) sont répandus. Les raisins d'Ours (Arctostaphylos ssp), les noisetiers (Corylus ssp), l'érable à feuilles rondes (Acer circinatum), le lysichiton américain (Lysichiton americanum ) et de nombreux arbustes à baies sont présents sous le couvert des arbres. Kalmiopsis leachiana est un arbuste à feuilles persistantes qui ne pousse que dans les montagnes Siskiyou. La plante a d’ailleurs donné son nom à la réserve biologique intégrale Kalmiopsis. Plusieurs espèces invasives ont aussi été identifiées comme le Genêt à balais (Cytisus scoparius) et certains ronciers.
Le séquoia à feuilles d'if (Sequoia sempervirens) est l’espèce d’arbre la plus répandue dans la portion la plus méridionale du bassin du fleuve. Il s’agit d’un des plus grands arbres présents sur Terre. C’est dans le bassin du fleuve que se trouve la limite septentrionale de l'aire de répartition de cette espèce,. Les arbres peuvent atteindre entre 300 ans et 800 ans avec des diamètres de troncs compris entre 2 m et 4 m pour une hauteur pouvant dépasser 100 m,. Ces arbres furent fortement exploités au début du XXe siècle. Ils apprécient les zones peu montagneuses dans les fonds de vallée humides où coulent des cours d’eau.
Parmi les poissons, le fleuve accueille la truite arc-en-ciel (Oncorhynchus mykiss), les saumons Chinook (Oncorhynchus tshawytscha ) et Coho (Oncorhynchus kisutch). Le saumon Chinook remonte la rivière lors de sa migration, jusque dans la zone du ruisseau Boulder Creek ; tandis que le saumon Coho peut remonter encore plus en amont jusqu’au ruisseau Carter Creek. La truite fardée (Oncorhynchus clarkii), qui est également présente dans la région, peut rester toute l’année dans le cours d’eau, mais peut également migrer dans l’océan Pacifique. La lamproie du Pacifique (Lampetra tridentata), l'épinoche (Gasterosteus aculeatus) et plusieurs espèces de chabots (Cottus ssp) y ont également été observées.
Plus de 200 espèces animales vivent dans la région du bassin. Parmi celles-ci se trouvent des oiseaux liés à l’eau comme des plongeons, des grèbes, des canards, des martins-pêcheurs et le pygargue à tête blanche (Haliaeetus leucocephalus),. Des Alcidés, des Laridés et des Sterninés sont présents au niveau de l’embouchure du fleuve tandis que la mouette tridactyle (Rissa tridactyla) hiverne dans la région. La biodiversité de la réserve intégrale de Kalmiopsis est une des plus riches de l’Oregon. Parmi les mammifères se trouvent l’ours noir (Ursus americanus), le cerf à queue noire (Odocoileus columbianus), le Lynx roux (Lynx rufus), le bassaris rusé (Bassariscus astutus) et le renard gris (Urocyon cinereoargenteus). Le Tamia siskiyou (Neotamias siskiyou) est endémique à la région des monts Klamath.

### Environnement

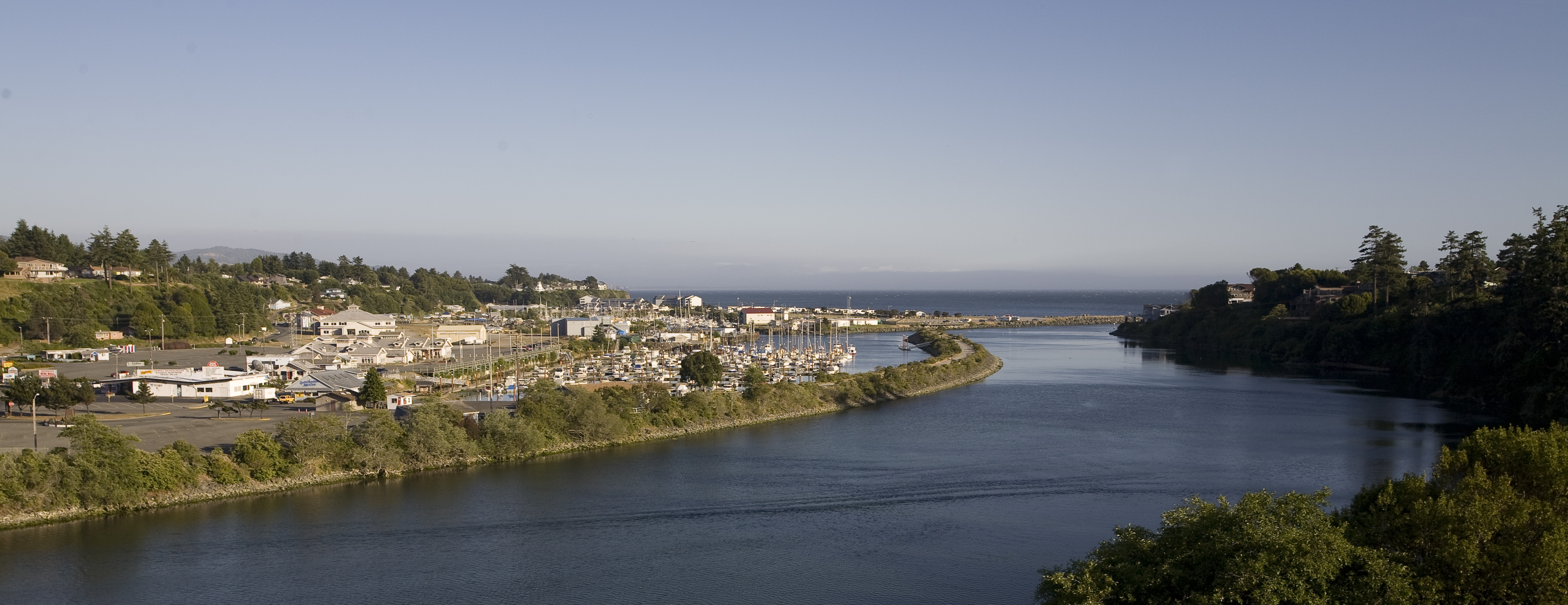
Panorama du fleuve Chetco à proximité de son embouchure avec la localité d’Harbor en arrière-plan.

L’Oregon Department of Environmental Quality (littéralement « département de la Qualité environnementale de l’Oregon ») analyse les eaux du fleuve en vue d’en déterminer la qualité. Selon l’index de mesure utilisé par l’organisme (Oregon Water Quality Index) qui varie de 10 (résultat médiocre) à 100 (résultat parfait), le fleuve dispose entre 1998 et 2007 d’un niveau 95 (excellent) en été et de 90 durant les autres saisons,. Ces niveaux sont comparables aux niveaux de la période 1986-1995 qui étaient alors de 94 et de 93. Malgré des résultats excellents en ce qui concerne la qualité de ses eaux, le fleuve est le second cours d’eau le plus médiocre du comté de Curry après le Floras Creek, un affluent de la New River.

## Tourisme
Les activités touristiques principales de la région sont la pêche, les sports nautiques, le camping et la randonnée,. Le kayak de rivière est également populaire durant les mois d’hiver lorsque le débit du fleuve est important. Plusieurs sentiers de randonnées sont présents dans la réserve intégrale de Kalmiopsis et dans d’autres zones du bassin. Dans le parc d'État Alfred A. Loeb (en), situé le long du fleuve, se trouvent des emplacements pour le camping.
À Brookings se trouvent plusieurs parcs dont le parc Azalea qui accueille cinq espèces d’azalées sauvages. Ce parc est devenu un parc d’État en 1939, avant d’être donné à la ville de Brookings en 1993,. Il accueille un festival de musique américaine entre juin et septembre,.
Le parc Chetco Point abrite de son côté la rare fleur dénommée Oenothera wolfii (en).
Le parc national de Redwood, connu pour ses séquoias géants, se trouve à environ 30 km au sud de l'embouchure du fleuve.